# Lobachevskiy (cráter)

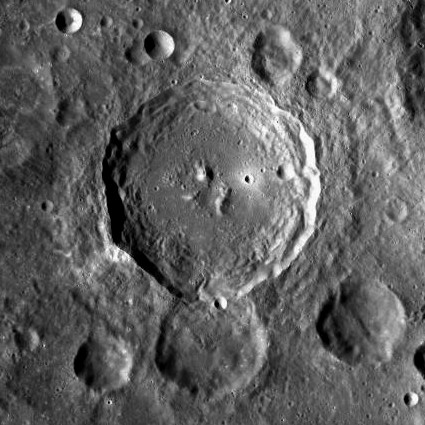
Fotografía de la misión Lunar Reconnaissance Orbiter

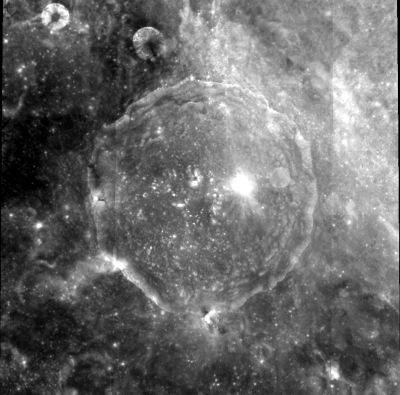
Fotografía de la misión Clementine (1994)

Lobachevskiy es un cráter de impacto situado en la cara oculta de la Luna, más allá del terminador oriental. Se localiza al sureste del cráter Fleming de mayor tamaño. A menos que un diámetro al este-noreste se halla Guyot.
|  |

Se trata de un cráter bien formado, con rasgos que no se han erosionado significativamente desde su formación. El borde y la pared interior están casi libres de impactos de superposición significativos, aunque el cráter satélite Lobachevskiy M está unido al borde exterior sur. Las paredes interiores exhiben las características terrazas, junto con un cierto descenso en el borde superior.
Cerca del punto medio del suelo interior se localiza una pareja de picos centrales, uno al sureste y otro al noroeste del centro. Al este de estos picos aparece una zona relativamente brillante, cuyo alto albedo es muy probablemente el resultado de un pequeño impacto reciente.
Dos franjas oscuras de material emanan aparentemente de la base de un pequeño cráter en la pared occidental de Lobachevskiy, detalle observado durante la misión Apolo 16.
Antes de ser nombrado en 1961 por la UAI, este cráter era conocido como "Cráter 205".

## Cráteres satélite
Por convención estos elementos son identificados en los mapas lunares poniendo la letra en el lado del punto medio del cráter que está más cercano a Lobachevskiy.
|              | \| Lobachevskiy \| Coordenadas \| Diámetro \| \| ------------ \| ---------------------------- \| -------- \| \| M \| 8°00′N 112°48′E / 8.0, 112.8 \| 41 km \| \| P \| 7°42′N 111°18′E / 7.7, 111.3 \| 26 km \| |          |
| Lobachevskiy | Coordenadas | Diámetro |
| M            | 8°00′N 112°48′E / 8.0, 112.8 | 41 km    |
| P            | 7°42′N 111°18′E / 7.7, 111.3 | 26 km    |

## Vistas
| Detalla a baja altura (Apolo 11) | Imagen oblicua (Apolo 16) | Panorámica (Apolo 16) | Pared de Lobachevskiy con franjas oscuras |